# Dávid Vecsernyés
Dávid Vecsernyés (né le 22 mars 1991 à Budapest) est un gymnaste artistique hongrois.

## Carrière
Il remporte une médaille de bronze à la barre fixe lors des Championnats d’Europe 2018 à Glasgow.
Il est médaillé de bronze à la barre fixe aux Jeux européens de 2019 à Minsk.
Il remporte la médaille de bronze par équipes aux Championnats d'Europe de gymnastique artistique masculine 2020 à Mersin.